# Genki

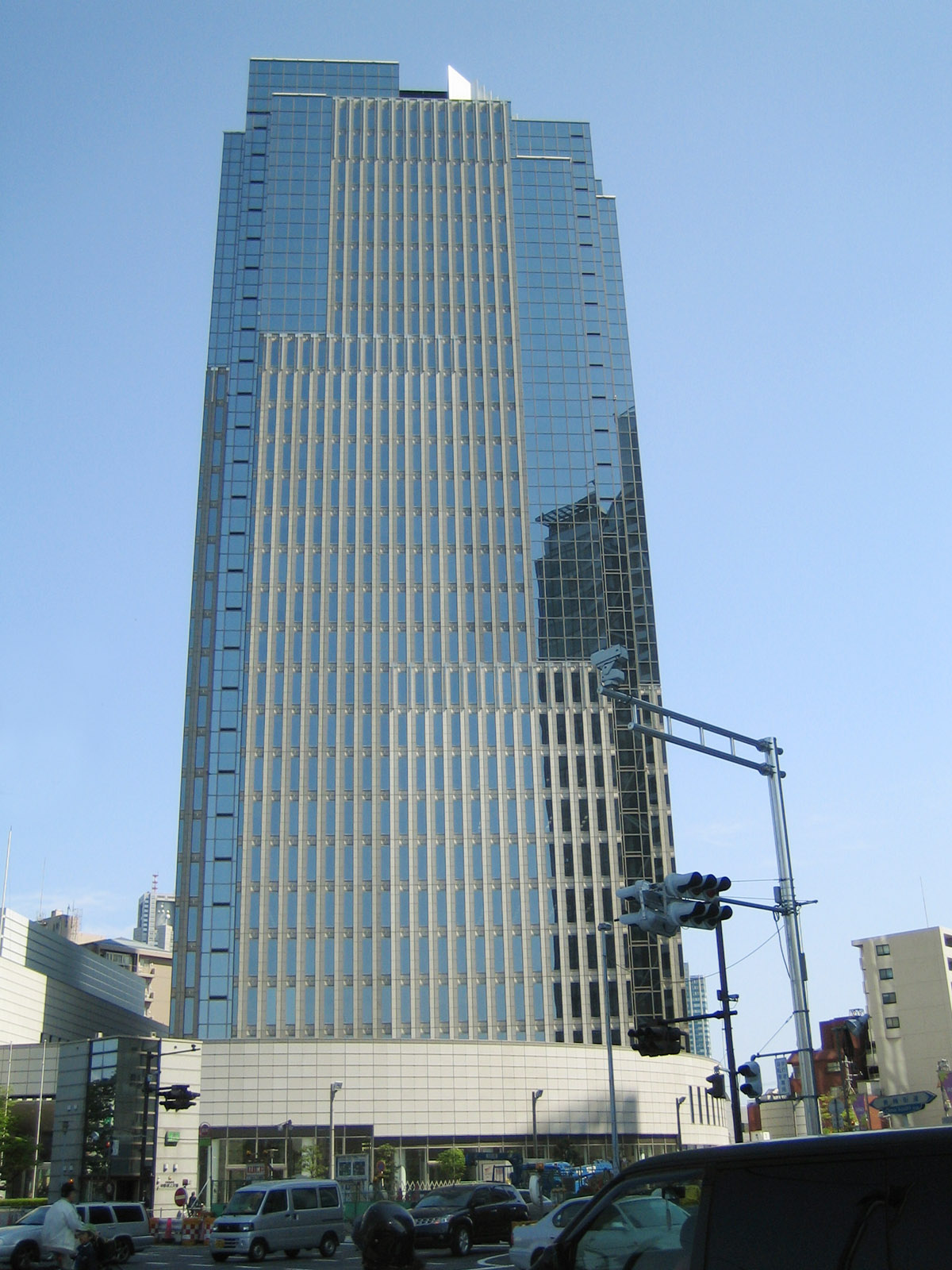
Harmony Square, Nakano, Tokyo, Japan

Genki (元気) ist ein japanisches Unternehmen, das Spiele entwickelt. Im Oktober 1990 wurde Genki von Hiroshi Hamagaki und Tomo Kimura, welcher Sega verlassen hatte, gegründet. Vor allem durch ihre Rennspiel-Titel wurden sie berühmt. Den größten Erfolg schafften sie mit Jade Cocoon: Die Tamamayu-Legende, dessen Nachfolger jedoch in den Geschäften floppte.

## Geschichte
In den Anfangsjahren suchte Genki in verschiedenen Genres nach einer Nische. Eine ihrer ersten Veröffentlichungen war Devilish, ein Arkanoid ähnliches Puzzle-Spiel, welches 1991 für Segas Game-Gear- und Mega-Drive-System erschien. Eines ihrer erfolglosen Spiele ist Kileak: The DNA Imperative, das 1995 veröffentlicht wurde. Es handelt sich hierbei um einen Erste-Person-Mecha-shooter. Es wurde von Kritikern und Konsumenten gleichermaßen negativ aufgenommen.
Zu dieser Zeit wussten sie es zwar noch nicht, aber 1994 fand Genki die lang gesuchte Nische, welche durch Shutokou Battle '94 für das Super Nintendo Entertainment System (Super Famicom) besetzt wurde – der ersten Langzeitserie von Rennspielen. Shutokou Battle 2 folgte ein Jahr später, 1995, und war ebenfalls für das SFC.
Im gleichen Jahr ging Genki in die 3D-Spiele-Branche. Sie setzten die Shutokou-Battle-Serie mit Wangan Dead Heat (auf dem westlichen Markt als „Highway 2000“ bekannt) auf dem Sega Saturn fort. Genki entwickelte noch weitere Titel für die PlayStation und Nintendo 64 in den folgenden zwei Jahren, die ein weiteres Shutokou-Battle-Spiel für die PlayStation (im westlichen Markt als „Tokyo Highway Battle“ bekannt) und Multi-Racing Championship für den N64 beinhalteten.